# U2 (Hamburg)
U2 is een metrolijn in de Duitse stad Hamburg.

## Stations
| Station             | Overstappunt              | Foto * | Type                         | Geopend           | Ligging                        | Stadsdeel                  |
| ------------------- | ------------------------- | ------ | ---------------------------- | ----------------- | ------------------------------ | -------------------------- |
| Niendorf Nord       |                           | 350 !  | ondiep gelegen zuilenstation | 9 maart 1991      | 53° 38′ 26″ NB, 09° 57′ 0″ OL  | Niendorf                   |
| Schippelsweg        |                           | 360 !  | kuip                         | 9 maart 1991      | 53° 38′ 7″ NB, 09° 57′ 9″ OL   | Niendorf                   |
| Joachim-Mähl-Straße |                           | 370 !  | kuip                         | 9 maart 1991      | 53° 37′ 44″ NB, 09° 56′ 59″ OL | Niendorf                   |
| Niendorf Markt      |                           | 380 !  | ondiep gelegen zuilenstation | 1 juni 1985       | 53° 37′ 11″ NB, 09° 57′ 6″ OL  | Niendorf                   |
| Hagendeel           |                           | 390 !  | ondiep gelegen zuilenstation | 1 juni 1985       | 53° 36′ 13″ NB, 09° 56′ 42″ OL | Lokstedt                   |
| Hagenbecks Tierpark |                           | 400 !  | uitgraving                   | 30 oktober 1966   | 53° 35′ 34″ NB, 09° 56′ 38″ OL | Lokstedt                   |
| Lutterothstraße     |                           | 410 !  | ondiep gelegen zuilenstation | 30 mei 1965       | 53° 34′ 55″ NB, 09° 56′ 51″ OL | Eimsbüttel                 |
| Osterstraße         |                           | 420 !  | ondiep gelegen zuilenstation | 23 mei 1914       | 53° 34′ 35″ NB, 09° 57′ 6″ OL  | Eimsbüttel                 |
| Emilienstraße       |                           | 430 !  | ondiep gelegen zuilenstation | 21 oktober 1913   | 53° 34′ 18″ NB, 09° 57′ 9″ OL  | Eimsbüttel                 |
| Christuskirche      |                           | 440 !  | ondiep gelegen zuilenstation | 1 juni 1913       | 53° 34′ 10″ NB, 09° 57′ 44″ OL | Eimsbüttel                 |
| Schlump             |                           | 660 !  | ondiep gelegen zuilenstation | 25 mei 1912       | 53° 34′ 4″ NB, 09° 58′ 12″ OL  | Eimsbüttel/ Rotherbaum     |
| Messehallen         |                           | 790 !  | dubbelgewelfdstation         | 31 mei 1970       | 53° 33′ 28″ NB, 09° 58′ 36″ OL | St. Pauli                  |
| Gänsemarkt          |                           | 800 !  | dubbelgewelfdstation         | 31 mei 1970       | 53° 33′ 20″ NB, 09° 59′ 13″ OL | Neustadt                   |
| Jungfernstieg       | S1, S2, S3                | 810 !  | ondiep gelegen zuilenstation | 25 maart 1931     | 53° 33′ 9″ NB, 09° 59′ 36″ OL  | Hamburg-Altstadt/ Neustadt |
| Hauptbahnhof Nord   | S1, S11, S2, S21, S3, S31 | 860 !  | ondiep gelegen zuilenstation | 29 september 1968 | 53° 33′ 15″ NB, 10° 00′ 23″ OL | Altstadt/ St. Georg        |
| Berliner Tor        | S1,S11,S2,S21,S31         | 870 !  | ondiep gelegen zuilenstation | 15 februari 1912  | 53° 33′ 10″ NB, 10° 01′ 28″ OL | Borgfelde/ St. Georg       |
| Burgstraße          |                           | 1170 ! | ondiep gelegen zuilenstation | 2 januari 1967    | 53° 33′ 20″ NB, 10° 02′ 30″ OL | Borgfelde/ Hamm            |
| Hammer Kirche       |                           | 1180 ! | ondiep gelegen zuilenstation | 2 januari 1967    | 53° 33′ 20″ NB, 10° 03′ 18″ OL | Hamm                       |
| Rauhes Haus         |                           | 1190 ! | loods                        | 2 januari 1967    | 53° 33′ 15″ NB, 10° 03′ 58″ OL | Hamm                       |
| Horner Rennbahn     |                           | 1200 ! | ondiep gelegen zuilenstation | 2 januari 1967    | 53° 33′ 14″ NB, 10° 05′ 6″ OL  | Horn                       |
| Legienstraße        |                           | 1210 ! | maaiveld                     | 24 september 1967 | 53° 32′ 49″ NB, 10° 05′ 47″ OL | Horn                       |
| Billstedt           |                           | 1220 ! | ondiep gelegen zuilenstation | 28 september 1969 | 53° 32′ 33″ NB, 10° 06′ 25″ OL | Billstedt                  |
| Merkenstraße        |                           | 1230 ! | ondiep gelegen zuilenstation | 31 mei 1970       | 53° 32′ 19″ NB, 10° 07′ 26″ OL | Billstedt                  |
| Steinfurther Allee  |                           | 1240 ! | ondiep gelegen zuilenstation | 29 september 1990 | 53° 32′ 28″ NB, 10° 08′ 21″ OL | Billstedt                  |
| Mümmelmannsberg     |                           | 1250 ! | kuip                         | 29 september 1990 | 53° 31′ 41″ NB, 10° 08′ 60″ OL | Billstedt                  |

* De sorteerwaarde van de foto is de ligging langs de lijn